# Bosquerola cerúlia
La bosquerola cerúlia (Setophaga cerulea) és un ocell de la família dels parúlids (Parulidae).

## Hàbitat i distribució
D'hàbits migratoris, cria al bosc decidu del sud-est del Canadà i nord i nord-est dels Estats Units, arribant en hivern a Sud-amèrica, des de Colòmbia fins al Perú